# 1517 en science
| Années de la science : 1514 - 1515 - 1516 - 1517 - 1518 - 1519 - 1520    |
| Décennies de la science : 1480 - 1490 - 1500 - 1510 - 1520 - 1530 - 1540 |

Cet article présente les faits marquants de l'année 1517 en science.

## Événements
- 8 février : le navigateur espagnol Francisco Hernández de Córdoba part de Cuba pour explorer les côtes nord et ouest du Yucatán, où il arrive au début de mars[1]. Il est violemment repoussé par les mayas à Champotón. Pour la première fois, les Espagnols découvrent l'architecture monumentale de la civilisation maya[2].

## Publications
- Hans von Gersdorff (c.1455-1529) : Feldbuch der Wundarzney (« Manuel de chirurgie[3],[4] »).

## Naissances

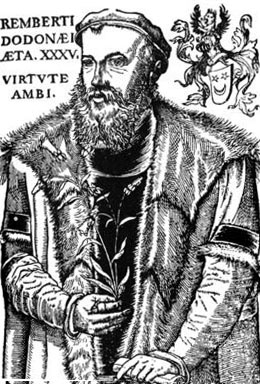
Rembert Dodoens

- 29 juin : Rembert Dodoens (mort en 1585), botaniste et médecin flamand.
- 25 juillet : Jacques Peletier du Mans (mort en 1582), mathématicien et poète humaniste français.
- 5 octobre : Leonardo Fioravanti (mort en 1588), médecin italien.

- Pierre Belon (mort en 1564), naturaliste français.

## Décès
- 19 juin : Luca Pacioli (né vers 1445), moine mathématicien italien.

- Francisco Hernández de Córdoba, conquistador espagnol.